# 鹤北站
鹤北站，位于中华人民共和国黑龙江省鹤岗市萝北县鹤北镇，是鹤北铁路上的火车站，开通于1981年，由哈尔滨铁路局管辖。

## 車站周邊
- 鹤北客运站

## 历史
- 开通于1981年。